# Biserica evanghelică din Șomartin
Biserica evanghelică din Șomartin este un monument istoric aflat pe teritoriul satului Șomartin, comuna Bruiu.
A fost construită în sec. XVI și i s-au adus modificări în anul 1785.